# Phumosia rufescens
Phumosia rufescens este o specie de muște din genul Phumosia, familia Calliphoridae. A fost descrisă pentru prima dată de Villeneuve în anul 1926. Conform Catalogue of Life specia Phumosia rufescens nu are subspecii cunoscute.